# 東陽英朝
東陽英朝（とうようえいちょう、1428年（正長元年） - 1504年10月2日（永正元年8月24日））は、室町時代の臨済宗の僧。大徳寺53世住持、妙心寺13世住持を務め、妙心寺四派の一つである聖沢派の開祖となった。

## 生涯
土岐持頼の次男として美濃国加茂郡和知村 野上（現在の岐阜県加茂郡八百津町）に生まれた。
5歳の時に天龍寺の玉岫英種について出家し、後に師について南禅寺へ参禅するようになった。
30歳を過ぎてその元を離れ龍安寺初代住職の義天玄承に師事するようになった。
長禄年間、加茂郡川辺町下麻生に臨川寺を開山した。
義天玄承は東陽英朝が龍安寺に参じるようになって数年で没し、その後は雪江宗深を師とした。
文明6年（1474年）、加茂郡の太田に涌泉庵という草庵を結んだ。この草案が、後に祐泉寺となった。
文明10年（1478年）に印可を受けた後、雪江宗深が住持をしていた丹波国竜興寺の住持となった。
文明13年（1481年）に大徳寺の住持となるが、翌年竜興寺へ戻った。
その後、尾張国瑞泉寺の住持となり、さらに妙心寺へ移って長享3年（1489年）から3年間同寺の住職となった。
妙心寺の住持となっていた延徳年間に、岐阜県瑞浪市陶町の林昌寺を開いた。
妙心寺の住職を辞した後、明応元年（1492年）に美濃国加茂郡黒瀬の不二庵へ移り住んだ。後に不二庵は改築、改称されて大仙寺となった。
その後、岐阜定慧寺の開山となったほか、明応8年（1499年）、薄田祐貞に招かれて、木曽川の幾度かの洪水の影響で荒廃していた少林寺の再興に携わり、臨済宗妙心寺派(聖澤派・東陽派)の寺院として再興し、新加納（現在の各務原市那加新加納町）に移転した。
永正元年(1504年)、少林寺にて遷化し、同寺に葬られた。その他、瑞浪市の林昌寺にも無縫塔がある。
承応2年(1653年)、大道真源禅師と諡された。
法嗣に天蔭徳樹や大雅耑匡などがいる。天蔭徳樹は妙心寺に塔頭の聖沢院を創建し、東陽英朝を勧請開祖とした。語録に少林無孔笛がある。

## 参考資料
- 『新版禅学大辞典』
- 『妙心寺 650年の歩み』